# راي شامبرلين
راي شامبرلين (بالإنجليزية: Ray Chamberlain)‏ هو عازف جاز أمريكي، ولد في 6 مارس 1930 في بوفالو في الولايات المتحدة، وتوفي في 12 أبريل 2017.

## وصلات خارجية
- راي شامبرلين على موقع ميوزك برينز (الإنجليزية)